# Peter Albert Loeb
Peter Albert Loeb é um matemático da Universidade de Illinois em Urbana-Champaign. É co-autor de um livro-texto básico sobre análise não padronizada (Hurd–Loeb 1985). O revisor Perry Smith da MathSciNet escreveu:
Este livro é uma bem vinda adição à literatura sobre análise não padronizada.
A noção de espaço de Loeb tornou-se uma ferramenta padrão na área.
Em 2012 foi eleito fellow da American Mathematical Society.
Foi palestrante convidado do Congresso Internacional de Matemáticos em Varsóvia (1983: Measure spaces in nonstandard models underlying standard stochastic processes).

## Publicações selecionadas
- Hurd, Albert E.; Loeb, Peter A. An introduction to nonstandard real analysis. Pure and Applied Mathematics, 118. Academic Press, Inc., Orlando, FL, 1985.
- Loeb, Peter A. "Conversion from nonstandard to standard measure spaces and applications in probability theory". Trans. Amer. Math. Soc. 211 (1975), 113–122.
- Loeb, Peter A. "A new proof of the Tychonoff theorem". American Mathematical Monthly 72 1965 711–717.
- Bliedtner, J.; Loeb, P. "A reduction technique for limit theorems in analysis and probability theory". Ark. Mat. 30 (1992), no. 1, 25–43.
- Loeb, Peter A. "Weak limits of measures and the standard part map". Proceedings of the American Mathematical Society 77 (1979), no. 1, 128–135.
- Füredi, Zoltán; Loeb, Peter A. "On the best constant for the Besicovitch covering theorem". Proc. Amer. Math. Soc. 121 (1994), no. 4, 1063–1073.
- Loeb, Peter A. "A nonstandard functional approach to Fubini's theorem". Proc. Amer. Math. Soc. 93 (1985), no. 2, 343–346.
- Loeb, Peter; Sun, Yeneng: "Purification of measure-valued maps". Illinois Journal of Mathematics 50 (2006), no. 1-4, 747–762.
- Loeb, Peter A.; Osswald, Horst "Nonstandard integration theory in topological vector lattices". Monatsch. Math. 124 (1997), no. 1, 53–82.
- Loeb, Peter A. "An axiomatic treatment of pairs of elliptic differential equations". Annales de l'Institut Fourier (Grenoble) 16 1966 fasc. 2, 167–208.